# Beatriz Segall
Beatriz de Toledo Segall (Rio de Janeiro, 25 de julho de 1926 — São Paulo, 5 de setembro de 2018) foi uma atriz brasileira. Estreou no cinema em 1941 no filme 24 Horas de Sonho e em 1956 na televisão na telenovela infantil Pollyana. Realizou trabalhos na maioria das emissoras produtoras de teledramaturgia, como Band, TV Cultura, Record e TV Globo, além das extintas Rede Tupi, TV Excelsior, Rede Manchete e TV Rio. Entrou para a história em 1988 ao interpretar Odete Roitman em Vale Tudo, considerada uma das maiores antagonistas da televisão brasileira, anteriormente havia intepretado uma outra grande vilã, Lourdes Mesquita em Água Viva de 1980.
Em 1997, após Anjo Mau, declarou que não faria mais telenovelas por serem muito extensas, dedicando-se apenas ao teatro e pequenas participações na televisão. A única exceção foi em 2006 quando interpretou a avó da protagonista de Bicho do Mato.

## Biografia
Nascida no Rio em uma família da classe média, Beatriz de Toledo era filha do diretor do prestigiado Instituto Lafayette, um tradicional colégio feminino da Tijuca, e recebeu uma educação primorosa para os padrões da época — aprendeu francês, piano e costura. Na escola sempre assistia encantada aos ensaios das peças teatrais, mas no fim dos anos 1940, garotas de família eram mantidas longe do ambiente “promíscuo” do teatro. Por isso, quando Beatriz comunicou em casa que pretendia integrar o elenco de uma peça profissional, seu pai reagiu mal, dizendo: “Pode ir, mas vai me dar um grande desgosto”. Beatriz não foi. Em 1946, foi professora de francês, tendo lecionado no Colégio Municipal Barão do Rio Branco, no bairro de Santa Cruz, no Rio de Janeiro. Anos mais tarde, surpreendeu sua mãe com a notícia de que tinha ganhado uma bolsa para estudar teatro e literatura em Paris e, dessa vez, não pretendia abrir mão. Começou a estudar teatro no início dos anos 1950. Trabalhou com Henriette Morineau. Em Paris, prosseguiu os estudos e conheceu Maurício Segall, filho do pintor judeu lituano, naturalizado brasileiro, Lasar Segall e de tradutora Jenny Klabin, com quem se casou em 1954 e teve três filhos: o diretor de cinema Sérgio Toledo Segall, Mário Lasar Segall (arquiteto e professor da Universidade Presbiteriana Mackenzie) e Paulo. Nessa época, abandonou a carreira para retomá-la somente em 1964. No início da década de 1970, seu marido foi preso, pois fazia parte da ALN, fazendo com que passasse por um período de dificuldades.
Em 22 de junho de 2009, foi agraciada com a comenda da Ordem do Ipiranga pelo Governo do Estado de São Paulo, na pessoa do então governador José Serra. Em 21 de julho de 2013, as vésperas de seu aniversário, a atriz caiu em um buraco em uma calçada do bairro da Gávea (bairro do Rio de Janeiro), na Zona Sul da cidade do Rio de Janeiro, se machucando seriamente. Na ocasião, Beatriz Segall chegou a receber uma ligação e um pedido de desculpas do prefeito Eduardo Paes.

## Carreira
Fez longa carreira, sempre voltada ao teatro, frequentou a escola de formação de atores do Serviço Nacional de Teatro (SNT), onde grava uma cena com Jean-Louis Barrault. No fim do curso interpreta Le Bel Indifférent, de Jean Cocteau, abrindo as portas para sua carreira teatral, em 1950, embora tenha trabalhado no cinema, onde estreou em 1950, no filme A Beleza do Diabo, de Romain Lesage.
Recebeu vários prêmios na carreira pelo teatro, dentre os quais, os prêmios Governador do Estado, Prêmio Shell, Mambembe. Já atuou em mais de 40 peças de teatro, dentre elas, Hamlet, Frank V, A Longa Noite de Cristal e Três Mulheres Altas e os monólogos Emily e Lillian  Em 1953, foi integrante da companhia Os Artistas Unidos, de Henriette Morineau, depois em 1964, passou a integrar o Teatro Oficina e fez parceria em 1986 com o Grupo Tapa.
Em seus primeiros anos na televisão estrelou as primeiras novelas infantis da televisão brasileira, Pollyana, Lever no Espaço e Pollyana Moça. Posteriormente interpretou personagens que marcaram a história da televisão brasileira, como Lourdes Mesquita, de Água Viva, em 1980, mas foi a personagem de Odete Roitman, de Vale Tudo em 1988, da Rede Globo, considerada uma das maiores vilãs da história da televisão brasileira, que marcou sua carreira televisiva. O sucesso da personagem inspira interpretações de vilões de novelas até os tempos atuais. Além disso, o jargão "Quem Matou Odete Roitman?" (referindo-se ao assassinato da personagem) é até hoje repetido em alusão aos mistérios das tramas em telenovelas. Beatriz revelou em entrevistas que não gostava de falar sobre a personagem, afirmando que, pela popularidade dela, acabava nunca sendo reconhecida por outros trabalhos no teatro e no cinema, e que isso a incomoda muito. Além da Lourdes Mesquita em Água Viva (1980) e de Odete Roitman de Vale Tudo (1988), destacou-se também com outras personagens como Celina em Dancin' Days (1978), Norah Brandão de Pai Herói (1979), Laura em Sol de Verão (1982), Eunice em Champagne (1983) no qual interpretou sua única personagem pobre na TV, Alzira em Carmem (1987) , da Rede Manchete, Miss Penélope Brown em Barriga de Aluguel (1990), Stella em De Corpo e Alma (1992), Paula em Sonho Meu (1993), e Clô Jordão em Anjo Mau (1997).
Em 1997, após Anjo Mau, declarou que não faria mais telenovelas, dedicando-se a partir de então apenas ao teatro e fazendo apenas algumas participações especiais na televisão. Em 2006, após nove anos depois, aceitou o convite da Record para Bicho do Mato por ser amiga pessoal do autor Bosco Brasil, onde vivia a milionária Bárbara, uma avó fria que vivia em guerra com sua neta. Em 2011, a convite da Rede Globo e do autor Aguinaldo Silva, interpretou mais uma vilã na sua carreira. Sua personagem, Maria Beatriz, era contra a protagonista, Lara Romero, interpretada por Susana Vieira, na primeira temporada da série Lara com Z, derivada de Cinquentinha, do mesmo autor. Em 2012, atuou na novela Lado a Lado, da Rede Globo, interpretando a personagem Madame Besançon, tendo contracenando com a atriz Camila Pitanga.
Em 11 de abril de 2015, Beatriz retornou a Rede Globo para estrear Os Experientes, uma série em quatro capítulos. No primeiro episódio da série, "Assalto", a atriz interpreta Yolanda, uma senhora de idade que está em uma agência bancária no momento em que esta foi assaltada. Sua personagem divide sua história e experiências com um dos assaltantes.
Em 2007 Coleção Aplauso Especial lança a biografia de Beatriz Segall, "Além das aparências". de Nilu Lebert.

## Morte
A atriz morreu no Hospital Israelita Albert Einstein em São Paulo, no dia 5 de setembro de 2018, vítima de problemas respiratórios e complicações da doença de Alzheimer. Deixou 3 filhos, Sergio, Mario e Paulo, e 8 netos.

## Filmografia

### Televisão
| Ano  | Título                    | Personagem                                  | Notas                                    |
| ---- | ------------------------- | ------------------------------------------- | ---------------------------------------- |
| 1950 | Teleteatro Tupi           | —                                           | Episódio: "Um Vidro de Perfume"          |
| 1955 | Teatro da Juventude       | —                                           | Episódio: "Uma Questão de Confiança"     |
| 1955 | Ambição                   | Leila                                       |                                          |
| 1956 | Pollyana                  | Mirtes Snow                                 |                                          |
| 1957 | Lever no Espaço           | Yolanda                                     |                                          |
| 1958 | Pollyana Moça             | Nina                                        |                                          |
| 1958 | Grande Teatro Tupi        | —                                           | Episódio: "A Casa de Bernarda Alba"      |
| 1958 | Grande Teatro Tupi        | —                                           | Episódio: "Paiol Velho"                  |
| 1959 | Grande Teatro Tupi        | Dalila                                      | Episódio: "Sansão e Dalila"              |
| 1959 | O Jardim Encantado        | Mrs. Lennox                                 |                                          |
| 1961 | Pablo, o Índio            | Jaci                                        |                                          |
| 1965 | O Tirano                  | Gilda Mourão                                |                                          |
| 1965 | O Porto dos Sete Destinos | Blanche                                     |                                          |
| 1966 | Angústia de Amar          | Mary                                        |                                          |
| 1967 | Os Fantoches              | Noely                                       |                                          |
| 1968 | Ana                       | Mercedes                                    |                                          |
| 1970 | A Gordinha                | Clementina                                  |                                          |
| 1975 | Teatro 2                  | Bernadette                                  | Episódio: "Sonata"                       |
| 1977 | Um Sol Maior              | Gizella Fritz                               |                                          |
| 1978 | Dancin' Days              | Celina de Souza Prado Cardoso               |                                          |
| 1979 | Pai Herói                 | Norah Limeira Brandão                       |                                          |
| 1980 | Água Viva                 | Lourdes Soares Mesquita                     |                                          |
| 1981 | Telecontos                | Matilde                                     | Episódio: "O Velho Diplomata"            |
| 1981 | Telecontos                | Cida                                        | Episódio: "Paixão e Morte"               |
| 1981 | Telecontos                | Ruth                                        | Episódio: "Prima Belinha"                |
| 1981 | Os Adolescentes           | Iracema Lima                                |                                          |
| 1982 | Ninho da Serpente         | Noêmia Taques Penteado de Andrade           |                                          |
| 1982 | Sol de Verão              | Laura                                       |                                          |
| 1983 | Louco Amor                | Lourdes Mesquita                            | Episódio: "21 de outubro"                |
| 1983 | Champagne                 | Eunice                                      |                                          |
| 1987 | Carmem                    | Alzira Cruz                                 |                                          |
| 1988 | Vale Tudo                 | Odete de Almeida Roitman                    |                                          |
| 1990 | A, E, I, O... Urca        | Condessa Sofia Iamatre                      |                                          |
| 1990 | Barriga de Aluguel        | Miss Penélope Brown                         |                                          |
| 1992 | De Corpo e Alma           | Stella Mendes Peixoto                       |                                          |
| 1993 | Sonho Meu                 | Paula Candeias de Sá                        |                                          |
| 1997 | Você Decide               | Izildinha Barroso                           | Episódio: "Dublê de Socialite"           |
| 1997 | Anjo Mau                  | Clotilde Jordão (Clô)                       |                                          |
| 2000 | Sãos e Salvos!            | Madame Kiki                                 | Episódio: "A Ilha"                       |
| 2001 | O Clone                   | Miss Penélope Brown                         | Fase 1                                   |
| 2002 | Esperança                 | Maria Antônia                               | Episódio: "17–19 de junho"               |
| 2006 | Prova de Amor             | Ela mesma                                   | Episódio: "20 de abril"                  |
| 2006 | Bicho do Mato             | Bárbara de Sá Freitas                       |                                          |
| 2011 | Lara com Z                | Maria Beatriz Ventura Passos de Albuquerque |                                          |
| 2012 | Lado a Lado               | Madame Besançon                             | Episódios: "11 de setembro–3 de outubro" |
| 2015 | Os Experientes            | Yolanda                                     | Episódio: "O Assalto"                    |

### Cinema
| Ano  | Título                      | Papel                             |
| ---- | --------------------------- | --------------------------------- |
| 1941 | 24 Horas de Sonho           | Glória Seydoux Gayet              |
| 1942 | Pássaros de Asas Cortadas   | Maitê                             |
| 1943 | A Sala Secreta              | Edith                             |
| 1946 | O Cavalo 13                 | Ângela Noronha                    |
| 1946 | Fantasma por Acaso          | Libânia                           |
| 1949 | Caminhos do Sul             | Edna Estevão                      |
| 1950 | A Beleza do Diabo           |                                   |
| 1950 | Quando a Noite Acaba        | Stelinha                          |
| 1952 | O Canto da Saudade          | Sueli                             |
| 1954 | O Rei do Movimento          | Paulina                           |
| 1954 | Chamas no Cafezal           | Nereida Lazzari                   |
| 1958 | O Barbeiro que Se Vira      | Divina Macondo, a atriz decadente |
| 1965 | Tédio                       | [ 17 ]                            |
| 1968 | Anuska, Manequim e Mulher   | Míriam Portella                   |
| 1969 | Máscara da Traição          | Madame Ioná                       |
| 1970 | Cléo e Daniel               | Mãe de Cléo                       |
| 1971 | O Pecado de Marta           | Carlota                           |
| 1973 | Regina e o Dragão de Ouro   | Berta                             |
| 1974 | O Signo de Escorpião        |                                   |
| 1976 | À Flor da Pele              | Isaura                            |
| 1978 | O Cortiço                   | Isabel                            |
| 1978 | Diário da Província         |                                   |
| 1979 | Os Amantes da Chuva         |                                   |
| 1981 | Pixote, a Lei do Mais Fraco | Viúva                             |
| 1984 | São Bernardo                | Dona Glória                       |
| 1988 | Romance                     | Cecília                           |
| 1996 | Flores Ímpares              | Hermínia Figueiró                 |
| 2003 | Desmundo                    | Dona Brites                       |
| 2011 | Família Vende Tudo          | Vivi Penteado                     |

## Teatro
| Ano     | Título                                         | Papel                |
| ------- | ---------------------------------------------- | -------------------- |
| 1943    | Espelhos de Rubis                              | Magnólia             |
| 1944    | Naquele Horizonte                              | Vivian               |
| 1944    | Um Mar de Mentirosos                           | Ester                |
| 1945    | Senhora Soberana                               | Sonia                |
| 1946    | Uma Carta de Saudade                           | Natalia              |
| 1946    | Meus Pequenos Botões                           | Otília               |
| 1947    | O Castigo do Céu                               | Zana                 |
| 1947    | Pecadora Imaculada                             | Salette Pintassilgo  |
| 1948    | Sonata à Quatro Mãos                           | Lívia                |
| 1948    | O Sol dos Infiéis                              | Astrid               |
| 1949    | A Poesia das Flores                            | Lenoire              |
| 1949    | Todos Dizem Eu te Amo                          | Lucrécia             |
| 1949    | Encontros Felizes                              | Diana                |
| 1950    | La Belle de Cádix                              |                      |
| 1950    | Le Bel Indifférent                             |                      |
| 1950    | Alegres Canções nas Montanhas                  | Sônia                |
| 1951    | Um Cravo na Lapela                             | Lídia                |
| 1952    | Jezebel                                        | Georgette            |
| 1952    | Manequim                                       | Glorinha             |
| 1955    | Três à Meia Luz                                | Telma Raposo         |
| 1956    | O Topo do Crime                                | Felícia Fritz        |
| 1957    | Toda Vida em Quinze Dias                       | Vanusa               |
| 1962    | O Sol Tornará a Brilhar                        | Rebecca              |
| 1962    | A Face do Amanhã                               | Pilar                |
| 1963    | Pequenos Burgueses                             | Tatiana              |
| 1964    | Esses Fantasmas                                | Maria (Alma perdida) |
| 1964    | Andorra                                        | Cristina Maciel      |
| 1966    | Os Inimigos                                    | Kleopatra            |
| 1967    | O Círculo de Giz Caucasiano                    | Eugênia              |
| 1968    | O Olho Azul da Falecida                        | Ester (a falecida)   |
| 1969    | Marta Saré                                     | Cecília              |
| 1969    | Um Inimigo do Povo                             | Sra. Stockman        |
| 1969    | Hamlet                                         | Rainha Gertrudes     |
| 1970    | A Longa Noite de Cristal                       | Lise                 |
| 1970    | O Interrogatório                               | Nise                 |
| 1972    | O Casamento de Fígaro                          | Suazana              |
| 1972    | A Grande Imprecação Diante dos Muros da Cidade | Renata               |
| 1973    | Frank V                                        | Ottilia              |
| 1973    | O Prodígio do Mundo Ocidental                  | Brígida              |
| 1974    | Os Pintores de Cano                            | Antonieta            |
| 1975    | A Suave Brisa da Manhã                         | Mirian Deodatto      |
| 1975    | Os Executivos                                  | Mouriel Xavantte     |
| 1976    | À Margem da Vida                               | Amanda Wingfield     |
| 1977    | O Baile dos Ladrões                            | Veridiana            |
| 1977    | Vestir os Nus                                  | Graziela             |
| 1979    | Os Intetesses Criados                          | Norma Rossi          |
| 1980    | A Carta                                        | Aracy                |
| 1980    | O Abajur Lilás                                 | Solange              |
| 1980    | O Senhor dos Cachorros                         | Joana                |
| 1980    | Os Órfãos de Jânio                             | Celina               |
| 1982    | Agnes de Deus                                  | Brígida              |
| 1983    | O Milagre do Lobo                              | Bárbara Strauss      |
| 1984    | Emily                                          | Emily Dickinson      |
| 1985    | O Lado Fatal                                   | Donana               |
| 1985    | O Americano                                    | Fanny                |
| 1986    | O Tempo e os Conways                           | Júlia                |
| 1987    | O Manifesto                                    | Íris Collins         |
| 1989    | Lilian                                         | Lillian Hellman      |
| 1991    | O Uĺtimo dos Sete Elementos                    | Rosa Flora           |
| 1993    | Guerra Santa                                   | Zoe                  |
| 1994    | Fragmentos do Teatro Brasileiro                | Dirce                |
| 1995    | Três Mulheres Altas                            | A                    |
| 1997    | Do Fundo do Lago Escuro                        | Heloisa              |
| 2000    | Estórias Roubadas                              | Ruth Steiner         |
| 2001    | Luta Secreta de Maria da Encarnação            | Cely                 |
| 2004    | As Pequenas Raposas                            | Regina Giddens       |
| 2004    | Quarta Feira, sem Falta, Lá em Casa            | Alcina               |
| 2008    | A Senhora das Cartas                           | Irene                |
| 2011    | Conversando com Mamãe                          | Mãe de Jaime         |
| 2015–16 | Nine – Um Musical Felliniano                   | Mãe de Guido         |

## Prêmios e indicações
| Ano  | Prêmio                             | Categoria                              | Trabalho            | Resultado | Ref                 |
| ---- | ---------------------------------- | -------------------------------------- | ------------------- | --------- | ------------------- |
| 1985 | Prêmio Governador do Estado        | Melhor Atriz                           | Emily               | Venceu    | [ 7 ]               |
| 1985 | Troféu Mambembe                    | Melhor Atriz                           | Emily               | Venceu    |                     |
| 1988 | Troféu Mambembe                    | Melhor Atriz                           | O Manifesto         | Venceu    |                     |
| 1989 | Troféu Imprensa                    | Melhor Atriz                           | Vale Tudo           | Venceu    | [carece de fontes?] |
| 1993 | Troféu Imprensa                    | Melhor Atriz                           | De Corpo e Alma     | Indicada  | [carece de fontes?] |
| 1995 | Troféu Mambembe                    | Melhor Atriz                           | Três Mulheres Altas | Venceu    | [ 7 ]               |
| 1995 | Prêmio Shell                       | Prêmio Shell de Teatro de Melhor Atriz | Três Mulheres Altas | Indicado  |                     |
| 2004 | Grande Prêmio Brasileiro de Cinema | Melhor Atriz Coadjuvante               | Desmundo            | Indicada  | [ 21 ]              |
| 2011 | Prêmio Governador do Estado        | Destaque Cultural                      | Conjunto da obra    | Indicada  | [ 22 ]              |